# Гиацинтов, Эраст Николаевич
Эра́ст Никола́евич Гиаци́нтов (10 ноября 1894, Царское Село, Российская империя — 18 января 1975, Сиракьюс, США) — кадровый русский офицер, подполковник, автор мемуаров.
Участник Первой мировой и гражданской войн. Участник Белого движения на Юге России.
Кавалер шести боевых орденов — полного комплекта орденов, доступных обер-офицеру Русской Императорской армии.

## Семья
Род Гиацинтовых принадлежал до XIX века к рязанскому духовенству, пока прадед Эраста не выслужил потомственное дворянство. Его бабушка Александра Николаевна принадлежала к древнему рязанскому роду Измайловых.
- Отец — действительный статский советник Николай Егорович Гиацинтов (1856—1940). Окончил Поливановскую гимназию в Москве. Магистр политической экономии. Автор диссертации о железнодорожных тарифах. Служил в Министерстве финансов, был директором департамента железнодорожных дел и председателем Тарифного комитета. Тайный советник (1913). Кавалер орденов Святого Владимира 2-й и 3-й степеней, Святой Анны 1-й степени, Святого Станислава 1-й степени. Его братья — Владимир Егорович (1858—1933) и Эраст Егорович (1859—1910) Гиацинтовы; сестра — Ольга Егоровна Венкстерн (1865—1939), бывшая замужем за А. А. Венкстерном.
- Мать — Елизавета Владимировна, урождённая Мазаракий. Активно занималась благотворительностью, занимавшей у неё почти всё свободное время. Её отец — Владимир Иванович Мазаракий (1832—1887) — боевой офицер из волынского дворянского рода греческого происхождения, генерал-майор. Кавалер многих боевых орденов, медалей за покорение Чечни, Дагестана, Западного Кавказа, обладатель Золотого оружия «За взятие Карса».

Э. Н. Гиацинтов. Красное Село. 1914 год

## Ранние годы
В 1912 году окончил Николаевский кадетский корпус, затем окончил Константиновское артиллерийское училище.
С началом Великой войны был направлен на Юго-Западный фронт в 3-ю гренадерскую артиллерийскую бригаду. Получил назначение во 2-ю батарею и впоследствии ею же командовал. За время своей службы в Русской армии с 1914 года был награждён шестью боевыми орденами — полным комплектом орденов, доступных обер-офицеру Русской Императорской армии. Войну закончил в чине штабс-капитана.
В 1917 г. женился на своей двоюродной сестре Софье Владимировне Гиацинтовой (брак расторгнут в 1924 г.)

## Участие вГражданской войне

Удостоверение начальника связи Марковской артиллерийской бригады Э. Н. Гиацинтова. 1919 год

Вскоре после октябрьского переворота принимает для себя решение о необходимости борьбы с узурпаторами власти и отправляется на Юг России, сначала в Донскую область, а затем — в Новочеркасск. Однако организаторы формировавшейся на Дону Добровольческой армии — генералы Алексеев и Корнилов — совершенно не импонировали Эрасту Николаевичу — убеждённому монархисту. Поэтому он отправляется в Екатеринодар, где, по слухам, формировал Кубанскую армию тогда ещё штабс-капитан В. Л. Покровский, однако, убедившись в нежелании казаков на данном этапе активно бороться против большевиков, а также в отсутствии монархических лозунгов на Юге, Эраст Николаевич покидает Юг России и возвращается в Москву.
Эраст Николаевич с друзьями думали только о том, как можно восстать и свергнуть большевиков. Они даже заняли целый ряд домов вокруг Кремля, чтобы оттуда начать действовать против них, однако из их попыток ничего не вышло, и Гиацинтов вместе со своим другом П. А. Корбутовским решил вновь перебираться на Юг, где шло организованное сопротивление большевистской власти, и присоединиться к Белому движению, несмотря на то, что во главе него стоял являвшийся, по мнению Гиацинтова, «генералом-революционером» М. В. Алексеев.

29 октября 1918 года по прибытии в Добровольческую армию Эраст Николаевич получил назначение во 2-ю батарею 1-го отдельного лёгкого артиллерийского дивизиона. Этот дивизион был впоследствии развёрнут в бригаду и получил наименование Марковской артиллерийской бригады. Эрасту Николаевичу в этот день было выдано следующее удостоверение за № 1512: 
Предъявитель сего есть действительно Штабс-Капитан 2-й батареи 1-го Отдельного лёгкого Артиллерийского дивизиона Добровольческой Армии Эраст Николаевич Гиацинтов, что подписью и приложением казённой печати удостоверяется. Командир батареи — подполковник Михайлов. Делопроизводитель — прапорщик (подпись неразборчивая). Печать.
Эраст Николаевич принимал участие в боях Второго Кубанского похода, в результате которого Добровольческой армией была очищена от большевиков вся Кубань, Задонье, а также Ставропольская губерния и весь Северный Кавказ.
После окончания Второго Кубанского похода во время последовавшей переброски белых войск для ведения военных действий в Донецком каменноугольном бассейне Эраст Николаевич заболел воспалением лёгких и попал в госпиталь, откуда, по завершении лечения, был по собственному желанию выписан в Екатеринодар, где в это время проживали его родители. Отец Э. Н. Гиацинтова работал членом Особого совещания при Главнокомандующем В. С. Ю. Р. генерале Деникине. Брат Эраста Николаевича также служил в армии генерала Деникина.

В одном из приказов по 2-му дивизиону Марковской артиллерийской бригады говорилось: 
За всё время службы в управлении дивизиона штабс-капитан Гиацинтов всегда отличался примерным исполнением возлагаемых на него поручений. Команда разведчиков управления дивизиона была поставлена им на должную высоту и исполняла не только чисто артиллерийские, но часто и кавалерийские задачи, до конных атак включительно, причем всегда с выдающимся успехом
После выздоровления явился в штаб Артиллерийского управления в Екатеринодаре и при содействии генерал-майора Н. Д. Невадовского получил назначение на бронепоезд «Генерал Корнилов» — Эраст Николаевич из-за слабости ног вследствие перенесённой болезни не мог ещё ездить верхом. В составе команды бронепоезда участвовал во взятии Харькова. Командовал площадкой, вооружённой 3-дюймовым орудием (морская дальнобойная пушка).
Во время Похода на Москву служил в разведке Марковской дивизии, будучи в чине штабс-капитана.
Уже в Крыму во время службы в рядах Русской армии в августе 1920 года был произведён в капитаны, а затем и в подполковники. Немного ранее, приказом от 2 июля 1920 года по 2-му дивизиону Марковской артиллерийской бригады был назначен старшим офицером в 5-ю батарею.
Муж сестры Гиацинтова офицер Лоссков принимал участие в Улагаевском десанте на Кубань и Кавказ.
Последний бой, в котором довелось участвовать Эрасту Николаевичу, случился в октябре 1920 года под Геническом.

## В эмиграции

Билет эвакуируемого Лигой Наций в Сербию. 1922 год

Эраст Николаевич и Софья Владимировна Гиацинтовы в Праге. 1923 год

Был эвакуирован на остров Лемнос, где записался вместе с рядом своих марковских офицеров во Французский Иностранный легион, служил в котором до ноября 1922 года на Ближнем Востоке в качестве рядового и капрала, после чего был эвакуирован в Белград (Сербия). Учился в Русском университете (Политехническом институте) в Праге, получил диплом инженера-химика, работал на заводах во Франции и Австрии.
Со своей второй женой Зоей Сергеевной жил в Праге, потом во Франции, где у них родился первый сын Кирилл — впоследствии председатель русского дворянского собрания США. Позднее родились сыновья Николай и Сергей.
Во время Второй мировой войны не сотрудничал с пронацистскими организациями и лишь чудом избежал концлагеря за противодействие воинствующему русофобству нацистов.
После войны помогал соотечественникам избежать насильственной выдачи советским репатриционным комиссиям. Дети Эраста Николаевича свидетельствовали, что «перемещённые лица» даже добровольно организовали для него охрану для предотвращения его похищения советскими спецслужбами, что практиковалось в то время на территории Австрии и приграничного Линца.
В конце 1951—1952 гг. переезжает в США, где его семья проживает в Сиракузах, штат Нью-Йорк, а в 60-е годы перебирается в штат Нью-Джерси. В Сиракузах Эраст Николаевич долгое время был старостой православной церкви, пользовался большим уважением среди эмигрантов и местного населения.
Скончался Эраст Николаевич 18 января 1975 года и был погребён на кладбище Свято-Троицкого православного монастыря в Джорданвилле (штат Нью-Йорк).
Дети Эраста Николаевича, несмотря на то, что были рождены вдали от Родины, были воспитаны в любви и уважении к России, её истории, культуре, религии.